# USS Hawkbill (SS-366)
Za druga plovila z istim imenom glejte USS Hawkbill.
USS Hawkbill (SS-366) je bila jurišna podmornica razreda balao v sestavi Vojne mornarice Združenih držav Amerike.
Med drugo svetovno vojno je opravila 5 bojnih patrulj.
21. aprila 1953 je bila posojena Kraljevi nizozemski vojni mornarici, ki jo je preimenovala v HNLMS Zeeleeuw (S-803).